# Coupe nordique de futsal 2014
Navigation
Édition précédente 2016
La Coupe nordique de futsal 2017 est la seconde édition de la Coupe nordique de futsal qui a lieu en Finlande dans les villes de Hyvinkää/Tampere, un tournoi international de football pour les États des Pays nordiques affiliées à la FIFA organisée par l'UEFA.

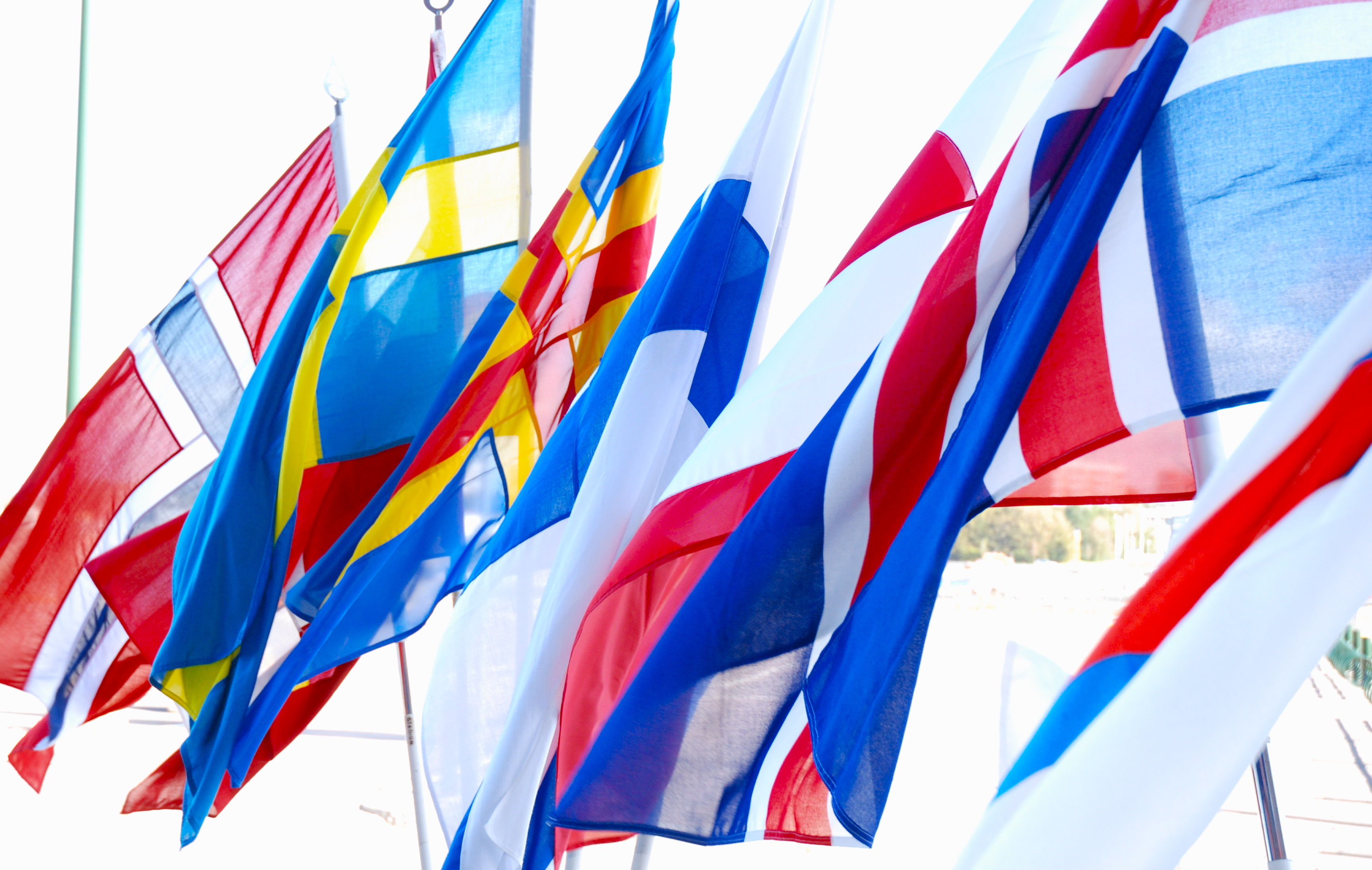
Pays nordiques

## Classements et résultats
| Équipe   | J | V | N | D | BM | BE | DB | Pts |
| -------- | - | - | - | - | -- | -- | -- | --- |
| Finlande | 3 | 2 | 1 | 0 | 8  | 3  | +5 | 7   |
| Norvège  | 3 | 1 | 1 | 1 | 8  | 5  | +3 | 4   |
| Suède    | 3 | 0 | 2 | 2 | 6  | 10 | -4 | 2   |
| Danemark | 3 | 0 | 2 | 2 | 3  | 7  | -4 | 2   |

| 4 décembre 2013 | Norvège                                                     | 3 - 3 | Finlande                                                    | Martinhalli, Hyvinkää, Finlande |  |
|                 | Cristopher Moen 17e · Morten Ravlo 25e · Stian Sortevik 38e |       | 7e Abdurahim Lajaab · 28e Admir Ćatović · 40e Tomi Lahtinen |                                 |  |
|                 | (Rapport)                                                   |       |                                                             |                                 |  |

| 4 décembre 2013 | Danemark          | 1 - 1 | Suède            | Martinhalli, Hyvinkää, Finlande |  |
|                 | Tomi Lahtinen 14e |       | 23e Jukka Kytölä |                                 |  |
|                 | (Rapport)         |       |                  |                                 |  |

| 6 décembre 2013 | Norvège                                                       | 4 - 0 | Danemark | Pirkkahalli, Tampere, Finlande |
|                 | Morten Ravlo 4e · Stian Sortevik 16e 29e · Magnar Nordtun 33e |       |          |                                |
|                 | (Rapport)                                                     |       |          |                                |

| 6 décembre 2013 | Finlande                                                                                      | 5 - 1 | Suède           | Pirkkahalli, Tampere, Finlande |  |
|                 | 9e Juhana Jyrkiäinen · 17ePanu Autio · 19eAntti Teittinen · 26eMiika Hosio · 39e Jukka Kytölä |       | 8e Nikola Ladan |                                |  |
|                 | (Rapport)                                                                                     |       |                 |                                |  |

| 7 décembre 2013 | Suède                                 | 2 - 2 | Danemark                                      | Martinhalli, Hyvinkää, Finlande |  |
|                 | Johan Roxström 20e · Patrik Burda 30e |       | 20e Kevin Jørgensen · 39e Jim Bothmann Jensen |                                 |  |
|                 | (Rapport)                             |       |                                               |                                 |  |

| 7 décembre 2013 | Finlande           | 2 - 1 | Norvège                | Martinhalli, Hyvinkää, Finlande |  |
|                 | Panu Autio 32e 33e |       | 26e Mounir El-masrouri |                                 |  |
|                 | (Rapport)          |       |                        |                                 |  |

## Meilleurs buteurs
3 buts      
- Stian Sortevik
- Panu Autio

2 buts    
- Jukka Kytölä
- Morten Ravlo

1 but  
- Juhana Jyrkiäinen
- Antti Teittinen
- Miika Hosio
- Kevin Jørgensen
- Jim Bothmann Jensen
- Cristopher Moen
- Magnar Nordtun
- Mounir El-masrouri
- Patrik Burda
- Admir Ćatović
- Mathias Etèus
- Nikola Ladan
- Johan Roxström

1 but contre son camp  
- Tomi Lahtinen (face au Danemark)
- Abdurahim Lajaab (face à la Suède)